# Bahnhof Bochum-Dahlhausen
Bahnhof Bochum-Dahlhausen vasútállomás Németországban, Bochum városban. A német vasútállomás-kategóriák közül az ötödik csoportba tartozik.

## Vasútvonalak
Az állomást az alábbi vasútvonalak érintik:
- Essen-Überruhr–Bochum-Langendreer-vasútvonal
- Ruhr-völgyi vasútvonal

## Forgalom

### Stadtbahn
| Járat   | Útvonal | Ütem                        |
| ------- | --- | --------------------------- |
| 308/318 | Hauptlinienweg: Bochum-Gerthe, Schürbankstraße – Bochum-Harpen – Planetarium – Bochum Hbf – Bermuda3eck/Musikforum – Schauspielhaus – Bergmannsheil – Weitmar – Linden Mitte – 308: – Linden Mitte – Hattingen-Winz/Baak – Hattingen Mitte 318: – Linden Mitte – Bochum-Dahlhausen | 10 perc (308) 20 perc (318) |

### S-Bahn Rhein-Ruhr
| Járat | Útvonal | Gyakoriság |
| ----- | --- | ---------- |
| S 3   | Oberhausen Hbf – Mülheim (Ruhr)-Styrum – Mülheim (Ruhr) West – Mülheim (Ruhr) Hbf – Essen-Frohnhausen – Essen West – Essen Hbf – Essen-Steele – Essen-Steele Ost – Essen-Horst – Bochum-Dahlhausen – Hattingen (Ruhr) – Hattingen (Ruhr) Mitte | 20 perc    |

## Kapcsolódó állomások
A vasútállomáshoz az alábbi állomások vannak a legközelebb:
- Hattingen (Ruhr) station
- Essen-Horst station
- Altendorf (Ruhr) train station